# Symphalangismus
Der Symphalangismus oder die Symphangie (von altgriechisch σύν syn ‚zusammen‘ und φάλαγξ phálanx ‚Reihe‘) ist eine – ausgenommen die Kleinzehe – seltene Fehlbildung mit Verschmelzung (Fusion) zweier Phalangen.
Im Unterschied zur Syndaktylie, bei der die Trennung zwischen benachbarten Fingern beziehungsweise Zehen fehlt oder unvollständig ist, liegt bei der Symphalangie eine knöcherne Verschmelzung zweier Phalangen eines Fingers oder einer Zehe vor, mit Fehlen des betroffenen proximalen oder distalen Finger- bzw. Zehengelenkes.
Die Erstbeschreibung stammt aus dem Jahre 1900 durch Harvey Cushing.

## Verbreitung

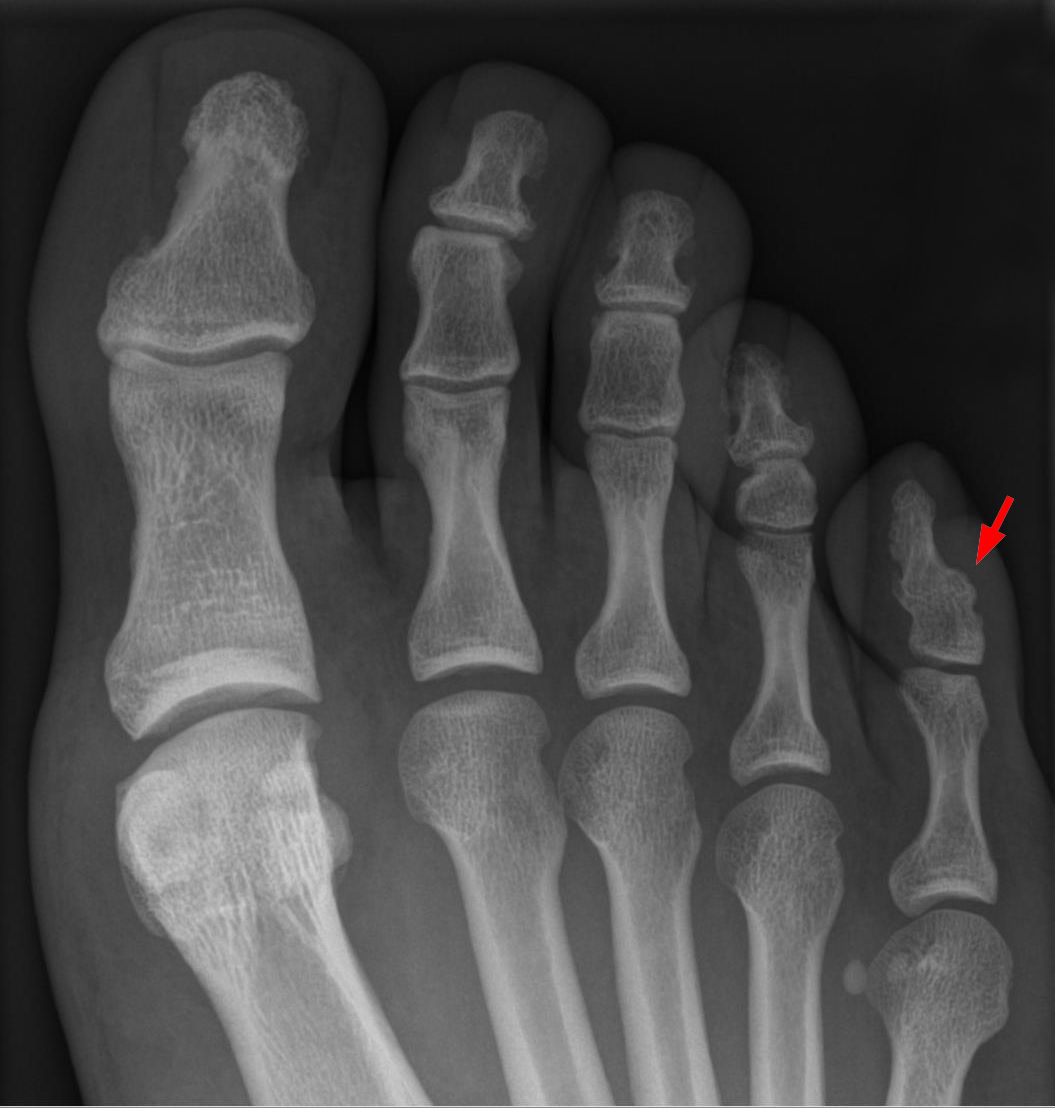
Symphalangismus / Verschmelzung von Mittel- und Endglied der Kleinzehe als sehr häufiger Zufallsbefund. Symphalangismus der anderen Zehen ist deutlich seltener.

Eine Symphalangie wird am häufigsten als anatomische Variante (Normvariante) an der Kleinzehe als Fusion von Mittel- und Endphalanx gefunden. Das Vorkommen wird hier mit 40–70 % der Bevölkerung angegeben.
Häufig werden zusätzliche Fehlbildungen wie kürzere Mittelfuß- oder Mittelhandknochen oder
karpale bzw. Tarsale Koalition gefunden.
Es besteht eine Assoziation mit:
- Apert-Syndrom
- Brachydaktylie in verschiedenen Formen
- Diastrophische Dysplasie
- Poland-Syndrom

## Einteilung
Folgende Erkrankungen finden sich zu „Symphalangismus“ in den Datenbanken Orphanet bzw. OMIM:
- Sillence-Syndrom, Synonym: Symphalangismus-Brachydaktylie-Syndrom[6]
- Learman-Syndrom, Synonym: Symphalangismus mit multiplen Anomalien der Hände und Füße[7]
- Distaler Symphalangismus, Synonym: SYM2[8]
- Proximaler Symphalangismus, Synonym: Cushing-Symphalangie; Proximale Symphalangie Typ Cushing[9]
  - Proximaler Symphalangismus Typ 1A, Synonyme: Strasburger-Hawkins-Eldridge-Syndrom; Strasburger-Hawkins-EldridgeHargrave-McKusick-Syndrom; Symphalangie-stapesfixation-Syndrom; Vesell-Syndrom[10]
  - Proximaler Symphalangismus Typ 1B[11]
- Syndrom der multiplen Synostosen, Synonym Symphalangie – Brachydaktylie. Unter dieser Bezeichnung können das Sillence-Syndrom, der proximale Symphalangismus Typ 1A und 1B zusammengefasst werden

Ferner gibt es die
- Brachydaktylie Typ B, Synonym: Symphalangismus und Hypophalangie; apikale Dystrophie; Brachydaktylie mit Gelenkaplasie[12]

## Klinische Erscheinungen
Klinische Kriterien sind:
- Gelenksteifheit, Bewegungseinschränkung, fehlende Hautfalten über dem Gelenkaplasie

Häufig handelt es sich um einen Zufallsbefund im Röntgenbild
Je nach Ausmaß der Fusion kann zwischen fibröser, knorpeliger und knöcherner Symphalangie unterschieden werden.